# Plastificante
Un plastificante è un additivo che migliora la plasticità o fluidità del materiale a cui viene aggiunto. Plastificanti vengono aggiunti a materie plastiche, cementi, calcestruzzi, intonaci e gessi. Alcune sostanze plastificanti sono usate sia per le plastiche che per i cementi, ma l'effetto che producono è leggermente differente.
I plastificanti per cementi vengono usati per ammorbidirli finché sono freschi, migliorandone la lavorabilità, senza che necessariamente vengano alterate le proprietà del cemento dopo l'essiccamento.
I plastificanti per intonaci migliorano la stendibilità della miscela e permettono di usare meno acqua, rendendo più rapida l'asciugatura.
I plastificanti per le materie plastiche vengono invece impiegati per aumentare la flessibilità e la lavorabilità dei polimeri.

## Per i cementi
I superplastificanti o disperdenti sono miscele chimiche aggiunte alle miscele di cemento per migliorarne la lavorabilità. Questo permette di limitare la quantità di acqua da aggiungere al cemento, migliorandone la tenacia.
Sono generalmente prodotti da ligninsolfonato, un sottoprodotto dell'industria cartaria. Altri superplastificanti sono prodotti da naftalensolfonati condensati o da melammina solfonata e formaldeide. Devono la loro azione disperdente alla loro natura di polimeri organici recanti un'elevata quantità di cariche elettriche negative: avvolgendosi attorno alle particelle di cemento, fanno sì che queste si respingano a vicenda.
Disperdenti di concezione più recente sono gli eteri policarbossilati (PCE), la cui azione non si basa sulla repulsione elettrostatica, ma sulla repulsione sterica.
Nell'antica Roma, i plastificanti in uso erano latte, grasso e sangue animali.

## Per le materie plastiche
Nel caso delle materie plastiche, un plastificante è una sostanza aggiunta ad un polimero per diminuirne la rigidità in modo da consentirne la lavorazione a temperatura ambiente o a temperature sufficientemente basse tali da non rischiare la degradazione termica del polimero durante la lavorazione.
Esistono numerose classi di sostanze plastificanti, la scelta della sostanza da impiegare dipende dal polimero cui va aggiunta e dal tipo di applicazione finale cui la materia plastica è destinata.
Una sostanza plastificante deve essere completamente miscibile con il polimero, in modo che si incorpori stabilmente e in maniera omogenea nella sua massa e non tenda col tempo a migrare verso la superficie della materia plastica (fenomeno noto col nome di "essudazione"). Deve altresì essere poco o nulla volatile perché lasciando la materia plastica, verrebbe meno il suo effetto; per la stessa ragione occorre anche che la sostanza plastificante resista all'effetto di estrazione che potrebbero esercitare i liquidi con cui la materia plastica verrà a contatto durante l'utilizzo del manufatto (ad esempio, un contenitore per bevande o alimenti).
La sostanza plastificante deve inoltre essere chimicamente inerte nei confronti del polimero (ovvero non reagire con esso), deve essere chimicamente stabile per resistere all'azione del calore e della luce, non deve subire facilmente reazioni di idrolisi o ossidazione da parte dell'umidità o dell'ossigeno ambientali, non deve essere infiammabile - spesso l'aggiunta di un plastificante serve anche a rendere meno infiammabile il polimero stesso - elettricamente isolante, inodore e incolore, quest'ultimo requisito è indispensabile se la materia plastica è destinata alla produzione di pellicole o manufatti trasparenti.
Le sostanze plastificanti e le loro miscele sono moltissime, la loro individuazione e messa a punto è continuo oggetto di ricerca nell'industria; si elencano di seguito alcune classi principali, senza alcuna pretesa di esaustività.

### Fosfati organici
Gli esteri organici dell'acido fosforico sono forse la categoria di plastificanti tecnologicamente più anziana; sono apprezzati per la scarsa volatilità e per la loro non infiammabilità.
- tributilfosfato
- tri-2-etilesilfosfato o triottilfosfato
- trifenilfosfato
- tricresilfosfato
- cresildifenilfosfato

### Ftalati
Esteri dell'acido ftalico.
- dimetilftalato, dietilftalato
- dibutilftalato
- diamilftalato
- di-2-etilesilftalato o diottilftalato
- dicaprilftalato
- diallilftalato
- cicloesilftalato e dimetilcicloesilftalato
- dimetossietilftalato e dibutossietilftalato
- ftalato di isodecile

### Adipati, sebacati, esteri degli acidi grassi
Esteri dell'acido adipico, dell'acido sebacico e di altri acidi grassi.
- adipato di butile
- adipato di 2-etilesile o adipato di ottile
- adipato di dicicloesile, adipato di metilcicloesile
- sebacato di butile
- sebacato di 2-etilesile o sebacato di ottile
- sebacato di benzile
- stearato di amile

### Esteri della glicerina
- diacetato di glicerile
- triacetato di glicerile